# Ribeirão 1968 Futebol Clube
O Ribeirão 1968 Futebol Clube, também conhecido por Ribeirão é um clube português de futebol sediado na vila de Ribeirão, município de Vila Nova de Famalicão. Na época 2015/16 disputa o Campeonato Distrital da 1ª Divisão de Braga. Foi fundado em 2015. O clube joga no Estádio do Passal, com 2 500 lugares.
O clube foi originalmente fundando em 1968 como Grupo Desportivo de Ribeirão, tendo disputado durante vários anos os campeonatos nacionais da extinta III Divisão e da II Divisão e atual Campeonato Nacional de Seniores. Chegou a disputar a subida à Segunda Liga, com destaque para duas épocas: em 2007/08 perdeu no play-off contra a UD Oliveirense, quando era treinado por Lito Vidigal; e em 2012/13 foi derrotado pelo GD Chaves na última jornada, perdendo a promoção para os flavienses quando entraram empatados pontualmente para a ronda decisiva.
Em 2015, o clube desceu dos campeonatos nacionais para os distritais pela primeira vez em 20 anos. Mais tarde no mesmo ano, e devido à instabilidade financeira e diretiva, o Ribeirão abdicou de participar no principal campeonato da Associação de Futebol de Braga (AF Braga). Acabou por disputar a 1ª Divisão distrital da mesma AF na temporada 2015-16, salvando-se, adoptando a nova designação Ribeirão 1968 Futebol Clube. Continua a usar o Estádio do Passal.

## Histórico
|                       | Nº Presenças | Títulos |
| --------------------- | ------------ | ------- |
| Temporadas na 1ª      | 0            |         |
| Temporadas na 2ª      | 0            |         |
| Temporadas na 2ªB/CNS | 19           |         |
| Temporadas na 3ª      | 19           |         |
| Taça de Portugal      | 28           |         |
| Taça da Liga          | 0            |         |

### Classificações das últimas 15 épocas das últimas épocas
|           | I | II | II B/CNS   | III    | AF  | Pts.   | J   | V   | N   | D   | B.M. | B.P. | Diff. |
| --------- | - | -- | ---------- | ------ | --- | ------ | --- | --- | --- | --- | ---- | ---- | ----- |
| 2015-2016 |   |    |            |        | ... | ...    | ... | ... | ... | ... | ...  | ...  | ...   |
| 2014-2015 |   |    | 8(4) (B)   |        |     | 18 pts | 14  | 3   | 4   | 7   | 13   | 19   | 6-    |
| 2013-2014 |   |    | 6(3) (B)   |        |     | 31 pts | 14  | 5   | 5   | 4   | 22   | 19   | +3    |
| 2012-2013 |   |    | 2 (Norte)  |        |     | 55 pts | 30  | 15  | 10  | 5   | 43   | 24   | +19   |
| 2011-2012 |   |    | 6 (Norte)  |        |     | 44 pts | 30  | 10  | 14  | 6   | 39   | 31   | +8    |
| 2010-2011 |   |    | 12 (Norte) |        |     | 39 pts | 30  | 9   | 12  | 9   | 38   | 29   | +9    |
| 2009-2010 |   |    | 6 (Norte)  |        |     | 38 pts | 28  | 9   | 11  | 8   | 34   | 32   | +2    |
| 2008-2009 |   |    | 1(2) (A)   |        |     | 32 pts | 10  | 4   | 5   | 1   | 14   | 9    | +5    |
| 2007-2008 |   |    | 1(1) (A)   |        |     | 43 pts | 10  | 7   | 0   | 3   | 18   | 6    | +12   |
| 2006-2007 |   |    | 4 (A)      |        |     | 39 pts | 26  | 11  | 6   | 9   | 34   | 29   | +5    |
| 2005-2006 |   |    | 4 (A)      |        |     | 41 pts | 26  | 11  | 8   | 7   | 18   | 15   | +3    |
| 2004-2005 |   |    | 10 (Norte) |        |     | 54 pts | 38  | 17  | 3   | 18  | 49   | 51   | -2    |
| 2003-2004 |   |    |            | 1 (B)  |     | 70 pts | 34  | 20  | 10  | 4   | 78   | 36   | +42   |
| 2002-2003 |   |    |            | 10 (B) |     | 42 pts | 34  | 14  | 4   | 16  | 36   | 36   | 0     |
| 2001-2002 |   |    |            | 9 (B)  |     | 44 pts | 32  | 12  | 8   | 12  | 46   | 46   | 0     |

Nota 1: Classificação no final da 2ª Fase de manutenção.
Nota 2: Classificação no final da 2ª Fase de promoção; perdeu no playoff de promoção contra a UD Oliveirense, por 3-2 no conjunto das duas mãos.
Nota 3: Classificação no final da 2ª Fase de manutenção; ganhou no playoff de permanência ao Sporting Ideal, por 4-1 no conjunto das duas mãos.
Nota 4: Classificação no final da 2ª Fase de manutenção (despromovido).